# Dセグメント
Dセグメント(D-Segment)とは、主に欧州で利用されている乗用車分類方法であるセグメントの一カテゴリーであり、CセグメントとEセグメントの中間にあたる。同一セグメントにセダン、クーペ、ハッチバックなどのボディスタイルを包括する。
調査会社であるグローバルインサイト社の分類では、スポーツ・クーペ、マルチパーパスカー、SUVを含む。日本車ではミドル〜アッパーミドルセダンに相当し、ミドル級はCDセグメント（Cセグメント上位）とクラスが重なる。
欧州で「以前に使用されていた最も狭義の分類」においてはCセグメントとEセグメントの中間に位置し、スポーツ・クーペ、マルチパーパスカー、SUVは、別のセグメントに分類される。

## 概要
3Lのエンジンが搭載される車を指すことが一般的であるが、車両サイズ、全長、価格、イメージ、装備など複数要件に因る分類のため、明確な数値基準はない。
アメリカ合衆国における分類のミッドサイズ（Mid-size Car)、エントリー・ラグジャリー（Entry-level Luxury Car)、イギリスにおける分類の大型ファミリーカー(Large Family Car)、コンパクト・エグゼクティブ(Compact Executive Car）がDセグメントに近似する。
ヨーロッパの消費者団体による自動車衝突安全テスト（ユーロNCAP）での大型ファミリーカー(Large Family Car）がDセグメントに近似する。
イギリスにおいてCompact executive car(entry-level luxury car)に分類されるメルセデス・ベンツ・Cクラス、BMW・3シリーズ、アウディ・A4 、レクサス・ISなどのプレミアム・ブランドの車の場合は、Cセグメントを細分化したプレミアムCセグメント、もしくは1セグメント上のDセグメントに含めるなど、業界やメーカーの恣意的な基準で表記される場合がある。ただし、これらの車種の価格は、北米においては大衆車より若干割高な程度の2万ドル台からである。
なおピックアップトラックやバンなどの商用車は、乗用車のセグメント分類には属さない。
日本においてはいわゆる5ナンバー車への根強い需要からか、時にかつてCD〜Dセグメントだった車種がスペック上Cセグメントより格下になってしまう逆転現象が起こっている。
（Cセグメント #日本国内市場における逆転現象を参照。）

## 主なDセグメント車

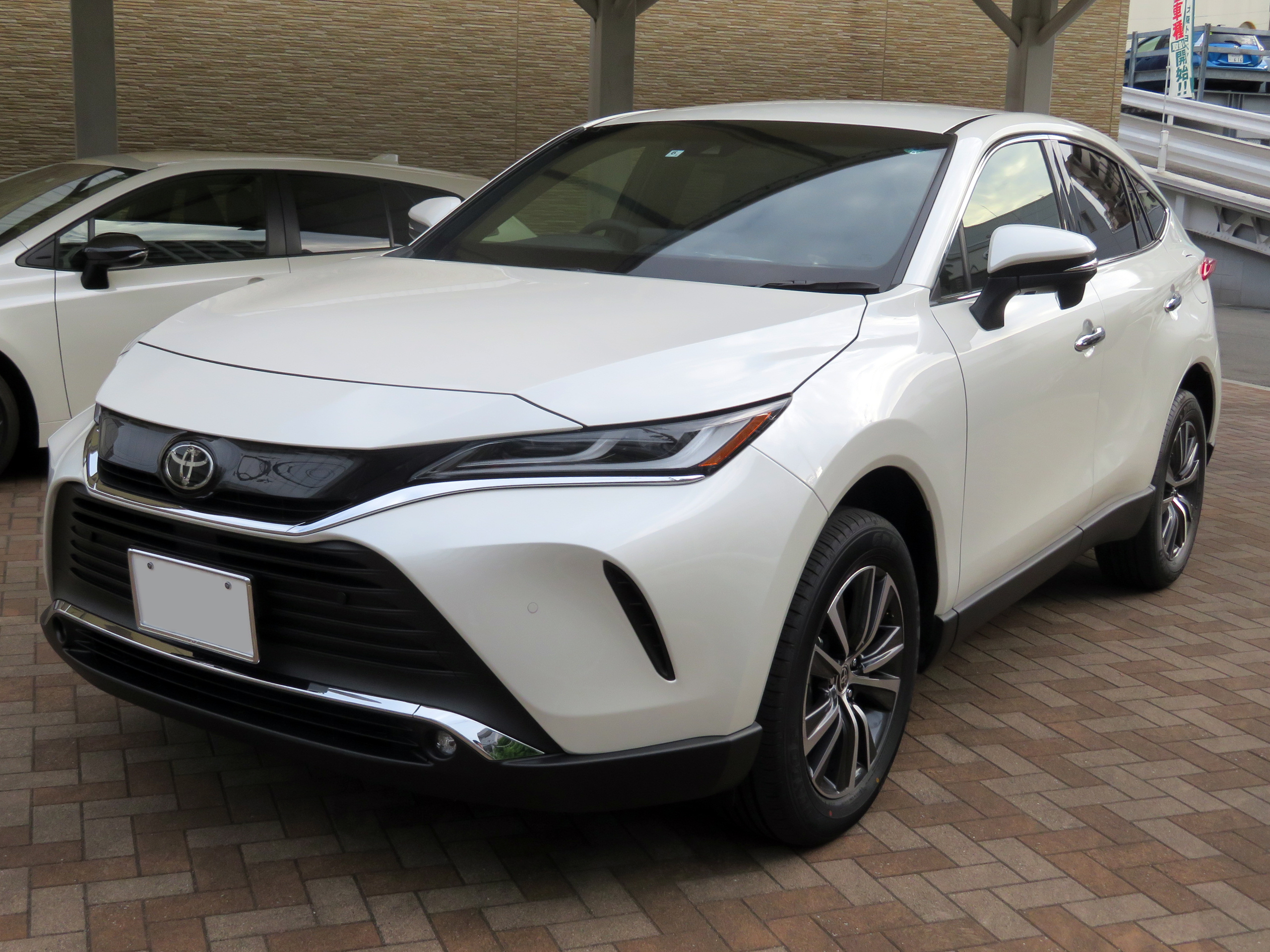
トヨタ・ハリアー

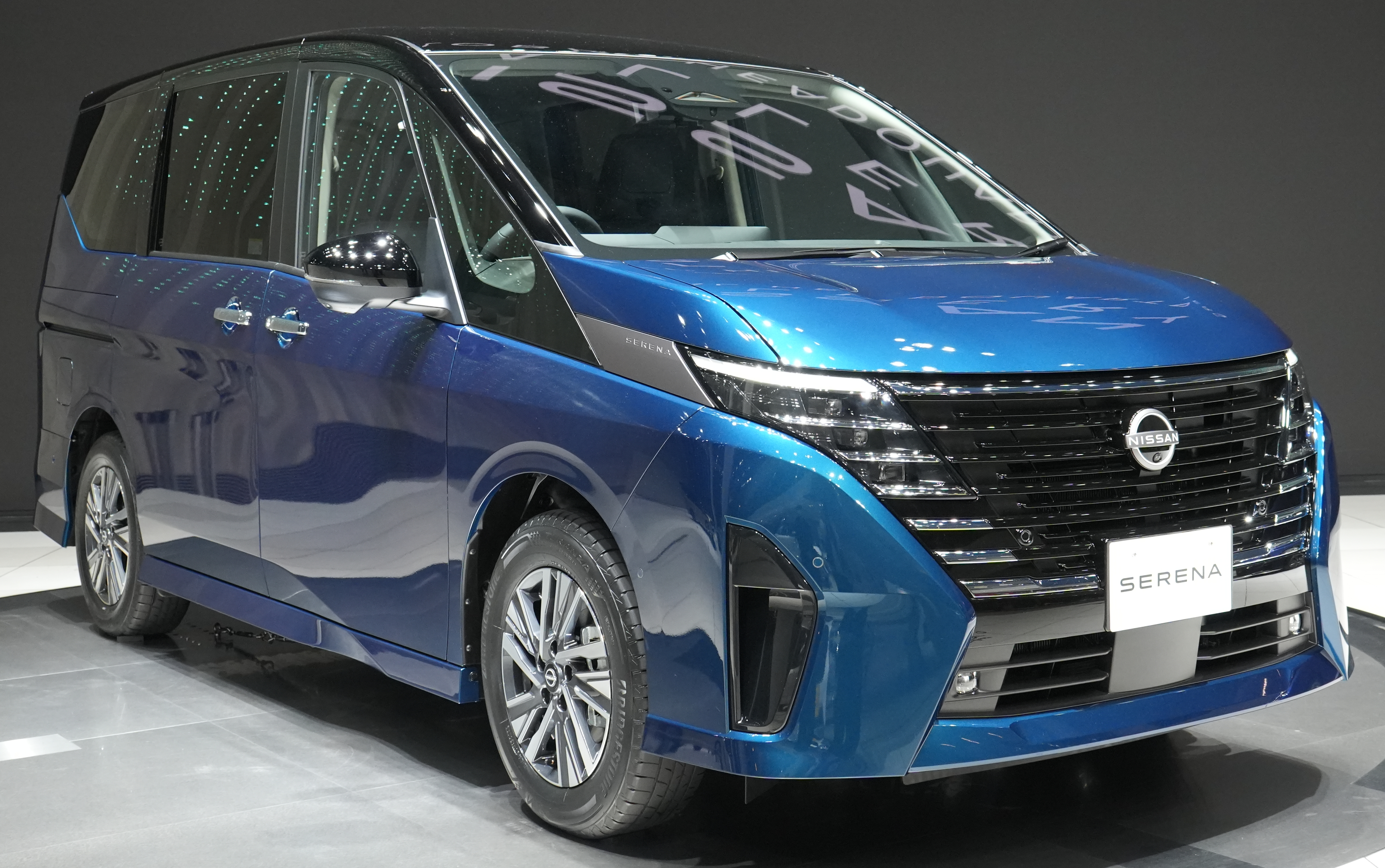
日産・セレナ

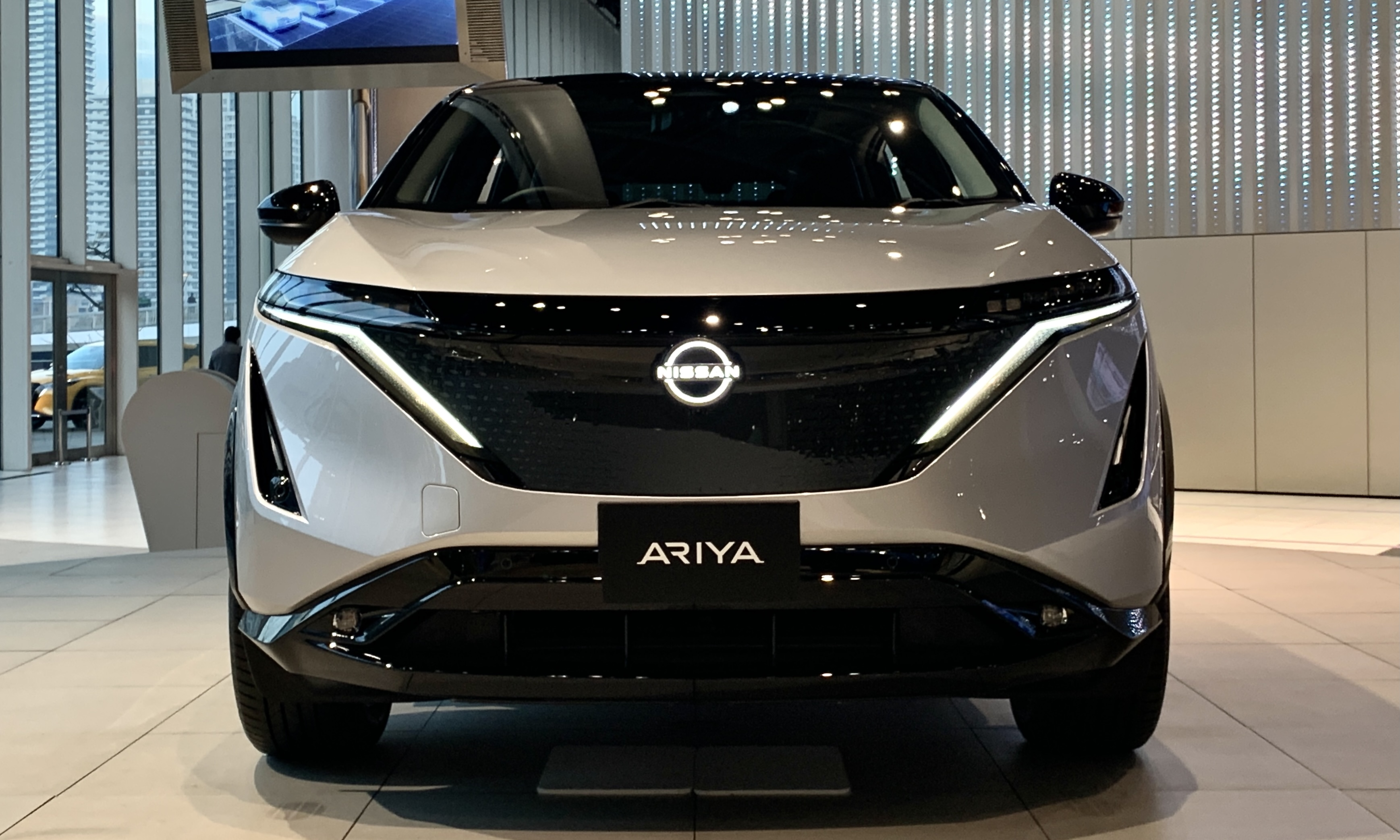
日産・アリア

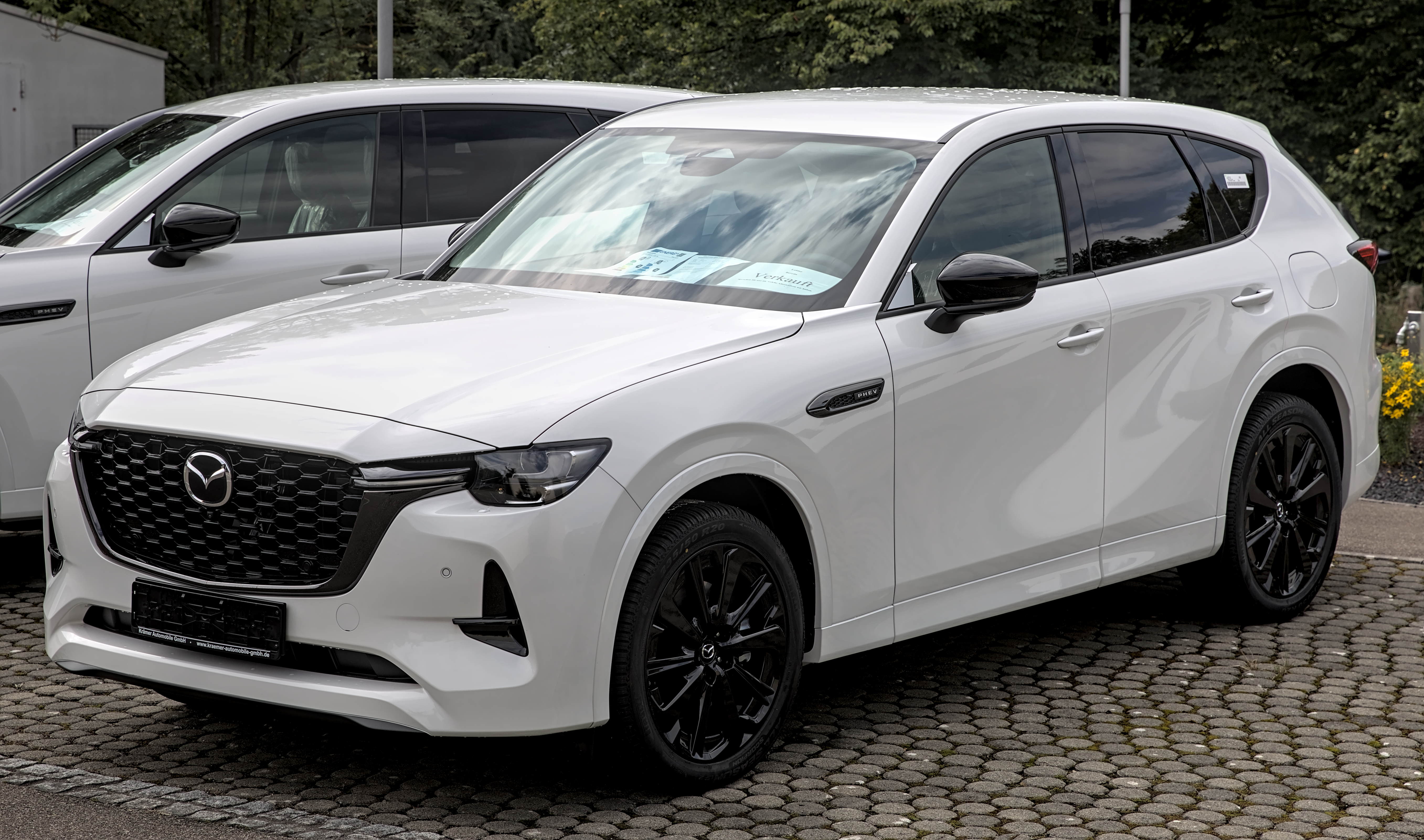
マツダ・CX-60

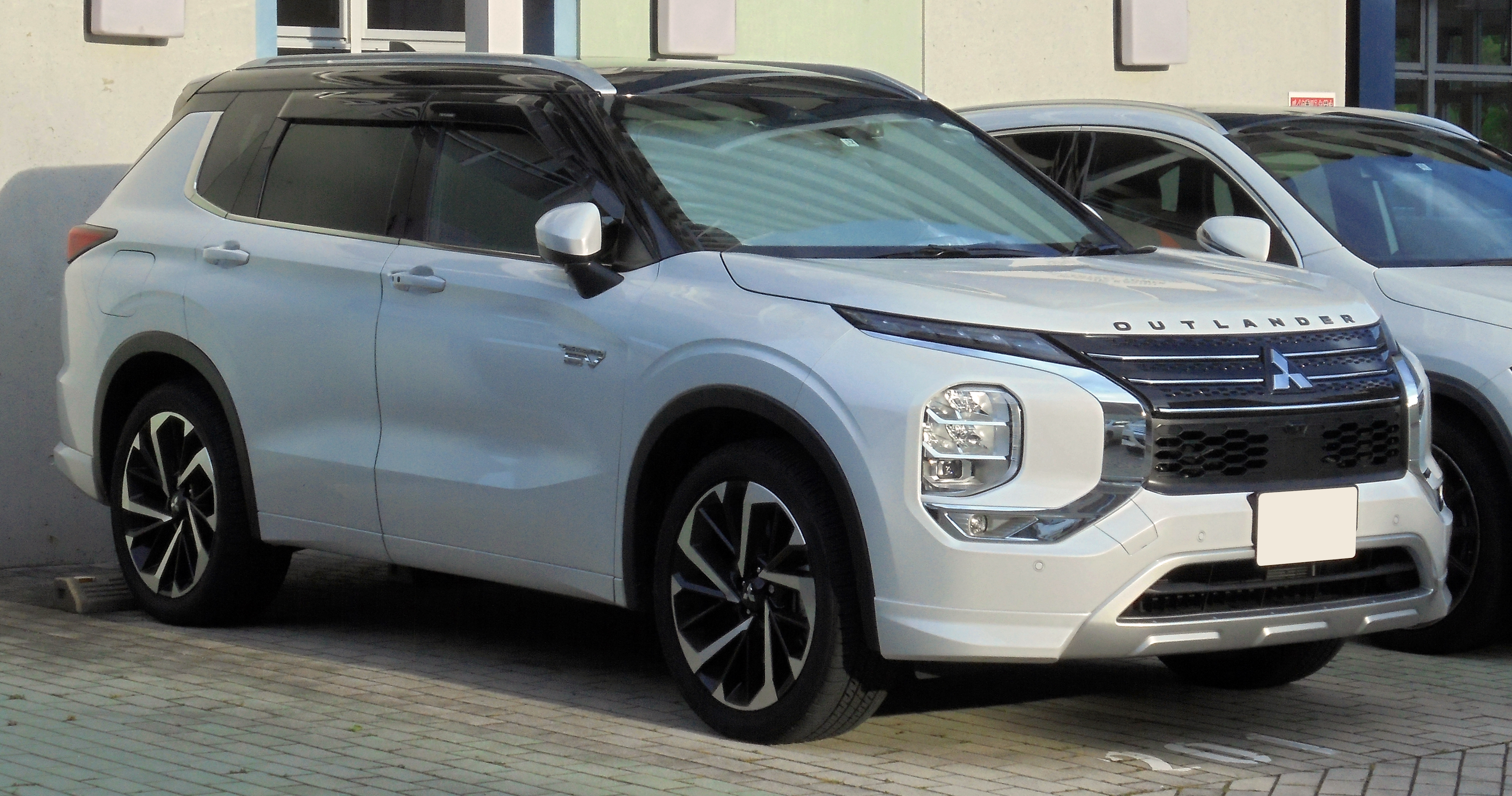
三菱・アウトランダー

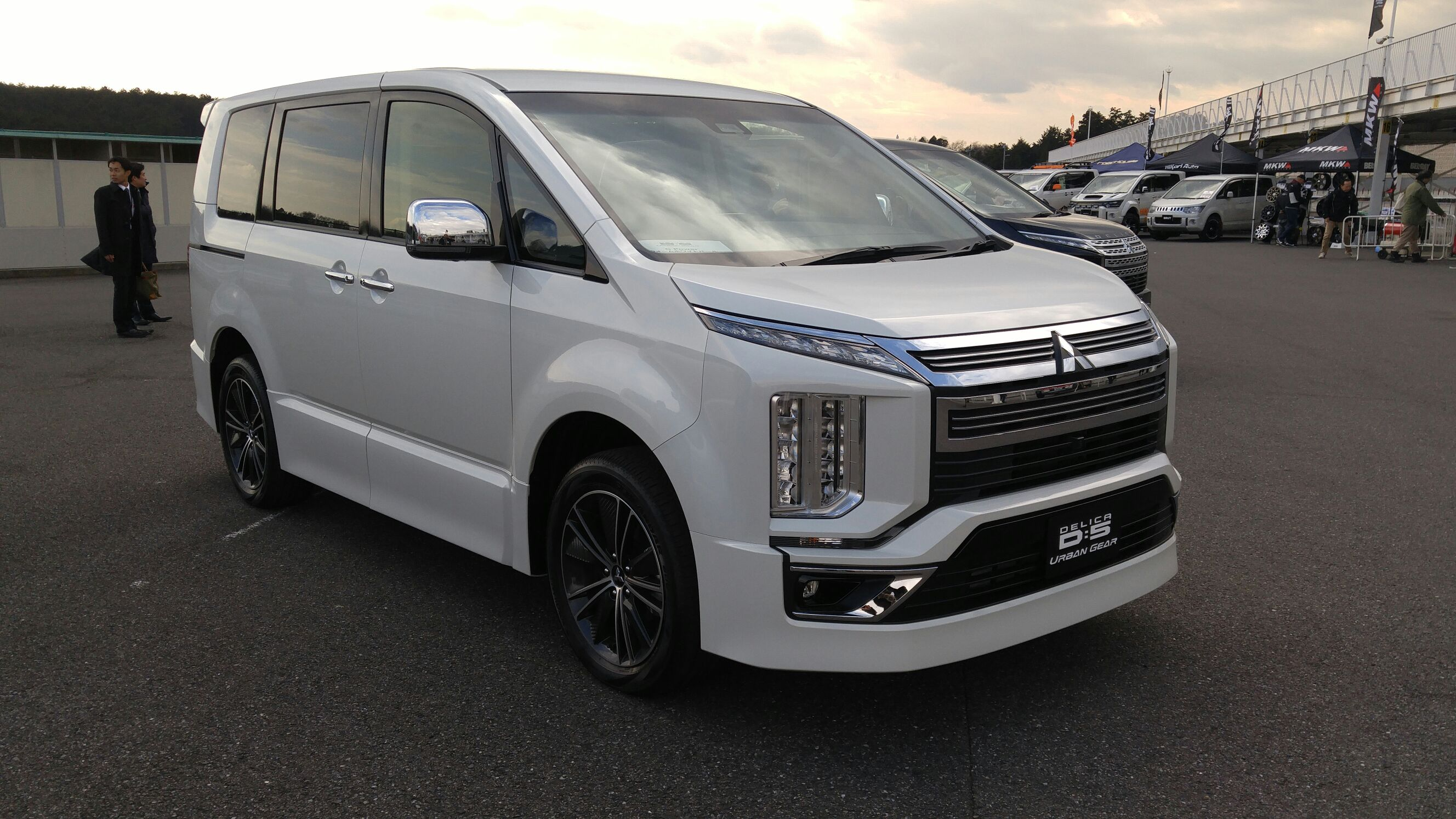
三菱・デリカD5

- トヨタ・ハリアートヨタ・ハリアー/ヴェンザ

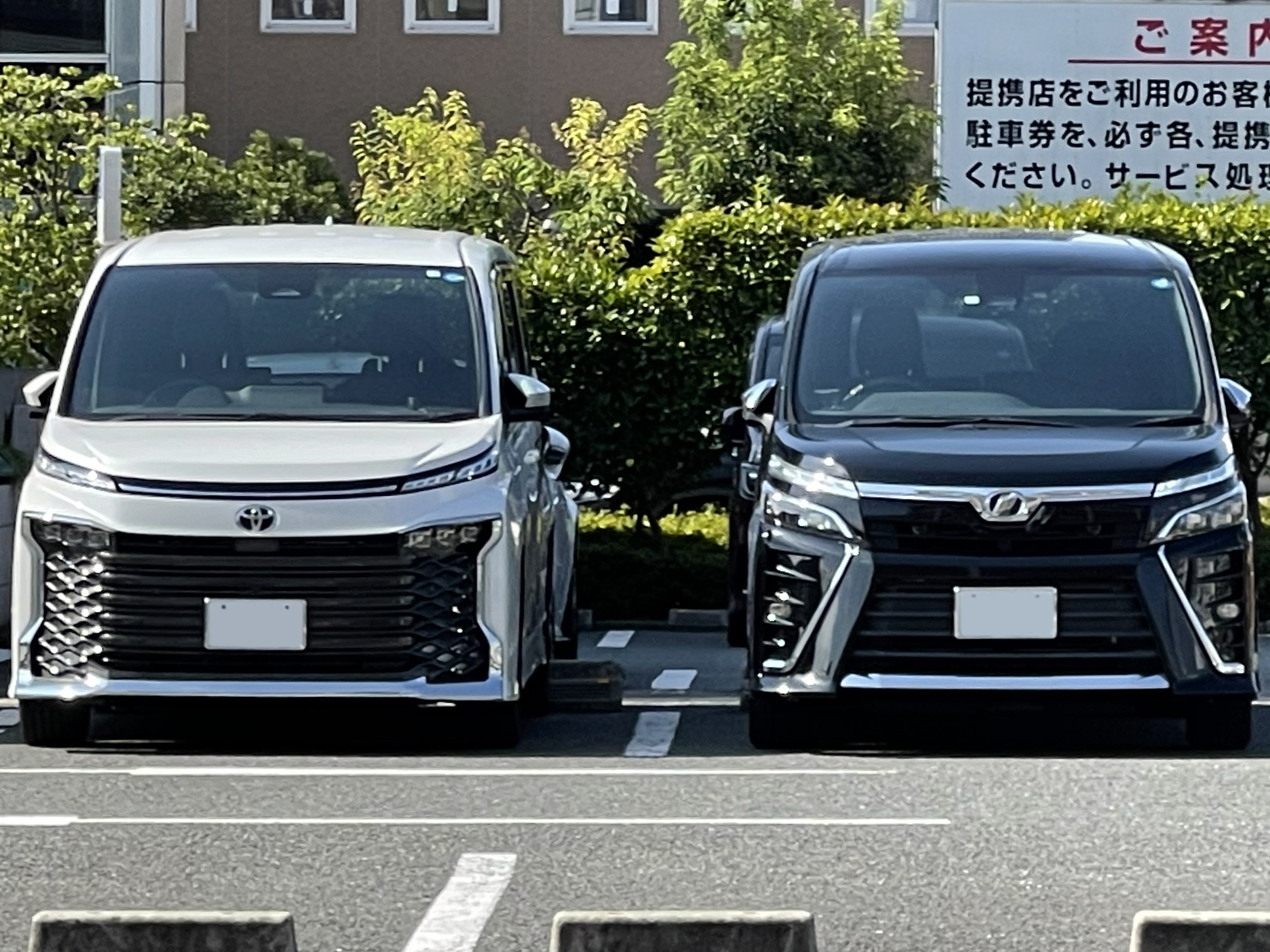
トヨタ・ヴォクシー(左90系、右80系後期)

- トヨタ・RAV4
- トヨタ・ノア
- トヨタ・ヴォクシー(左90系、右80系後期)トヨタ・ヴォクシー

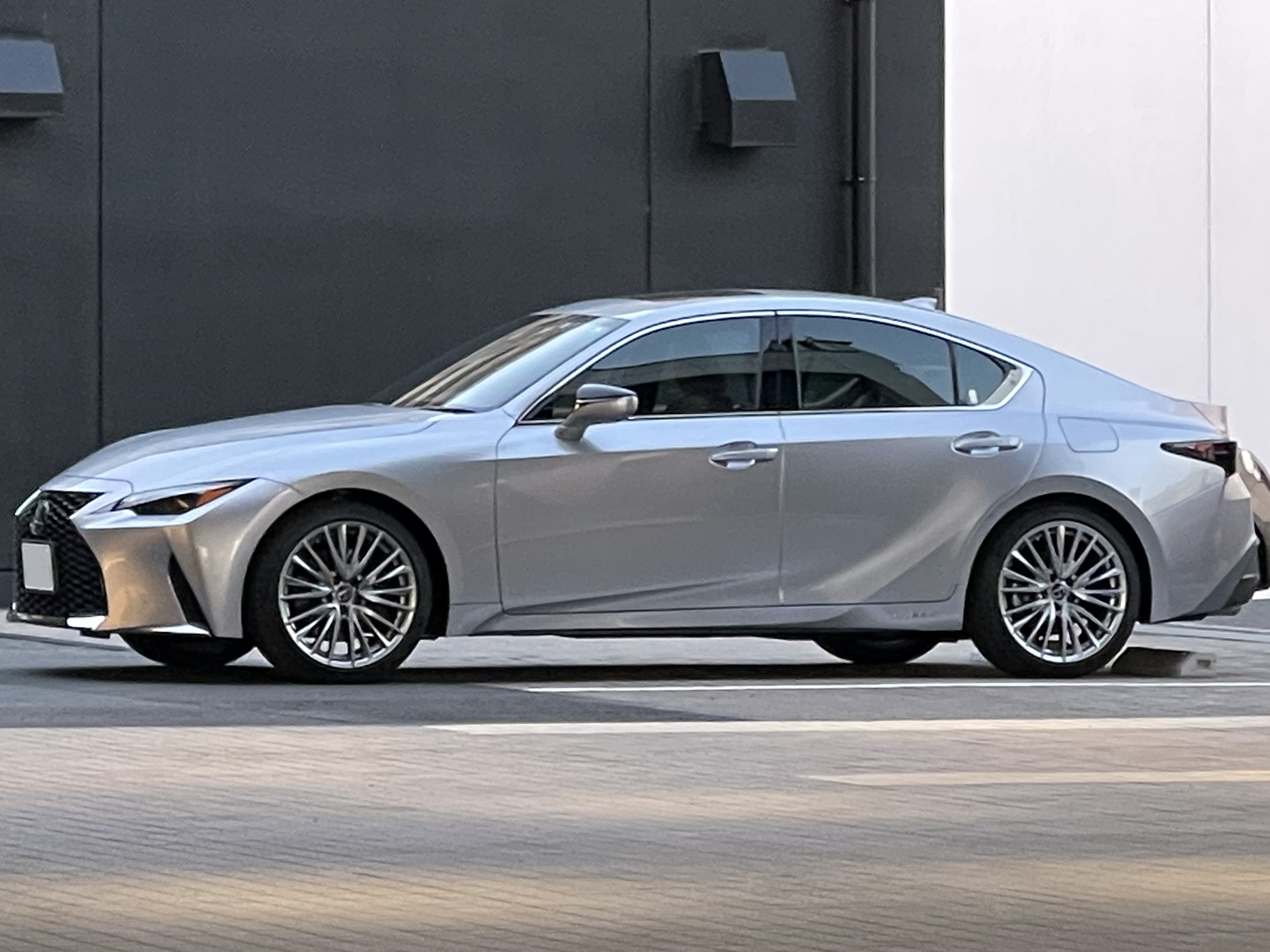
レクサス・IS

- トヨタ・イプサム
- トヨタ・エスクァイア
- トヨタ・SAI
- トヨタ・アベンシス
- トヨタ・マークII
- トヨタ・クレスタ
- トヨタ・チェイサー
- トヨタ・マークX
- トヨタ・クルーガー
- トヨタ・ハイランダー
- トヨタ・ガイア
- トヨタ・ヴァンガード
- トヨタ・マークXジオ
- トヨタ・クラウンスポーツ
- レクサス・HS
- レクサス・ISレクサス・IS
- レクサス・NX
- レクサス・RC
- レクサス・LC
- 日産・セレナ日産・セレナ
- 日産・アリア日産・アリア
- 日産・エクストレイル
- 日産・ティアナ
- 日産・スカイライン
- 日産・スカイラインクロスオーバー
- 日産・スカイラインクーペ
- 日産・ローレル
- 日産・セフィーロ
- 日産・プリメーラ
- 日産・アベニール
- ホンダ・アコード
- ホンダ・ステップワゴン
- ホンダ・ビガー
- ホンダ・トルネオ
- ホンダ・ジェイド
- スバル・レガシィ
- スバル・フォレスター
- スバル・エクシーガ
- スバル・レヴォーグマツダ・CX-60
- マツダ・ビアンテ
- マツダ・アンフィニMS-8
- マツダ・クレフ
- マツダ・アテンザ/マツダ6
- マツダ・CX-5
- スズキ・キザシ
- スズキ・グランドエスクード
- 三菱・アウトランダー三菱・アウトランダー
- 三菱・デリカD5三菱・デリカD:5
- 三菱・エテルナ
- 三菱・エアトレック
- 三菱・ギャラン
- 三菱・レグナム
- 三菱・グランディス